# メソメリー効果

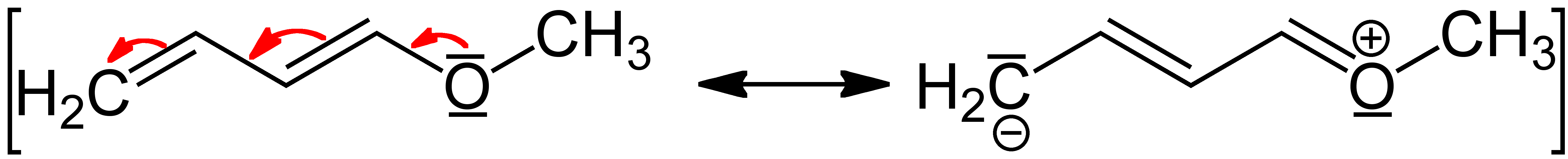
エーテル中のメトキシ基の+M効果

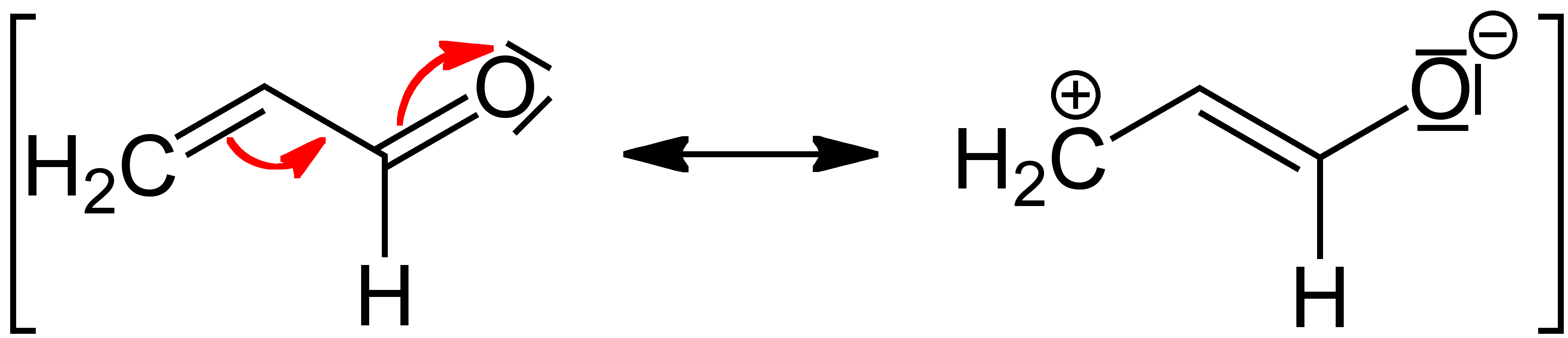
アクロレイン中のカルボニル基の−M効果

化学におけるメソメリー効果（メソメリーこうか、英: mesomeric effect）あるいは共鳴効果は、化合物中の置換基あるいは官能基の性質である。メソメリー効果は定性的に用いられ、関連の共鳴構造に基づいて置換基の電子求引性あるいは電子供与性を説明する。頭文字からM効果と呼ばれる。置換基が電子求引性基の時にはメソメリー効果は負（−M）となり、電子供与性の時には正（+M）となる。
- −M置換基の例: アセチル（エタノイル）、ニトリル、ニトロ
- +M置換基の例: アルコール、アミン、ベンゼン

置換基からあるいは置換基への電子の流れは誘起効果によっても決定される。p-軌道の重なり（共鳴）の結果としてのメソメリー効果はこの誘起効果には全く影響しない。これは誘起効果が純粋に原子の電気陰性度と分子のトポロジー（どの原子がどの原子と結合しているか）に関係しているためである。
メソメリー効果やメソメリズム、メソマーの概念は、1938年にインゴールドによって同義的なライナス・ポーリングの共鳴の概念の代替として導入された。この文脈における「メソメリズム」はドイツ語およびフランス語の文献で多く使われているが、英語の文献では「共鳴」という用語が支配的である。

## 共役系におけるメソメリズム
メソメリー効果は共役系におけるいくつの炭素原子に沿っても伝達される。これが、電荷の非局在化による分子の共鳴安定化の主な原因である。分子の実際の構造、すなわち共鳴混成体のエネルギーはどの共鳴構造のエネルギーよりも低い。実際の構造と最も安定な共鳴構造との間のエネルギー差は共鳴エネルギーあるいは共鳴安定化エネルギーと呼ばれる。